# Gidan Moutoun Daya
Gidan Moutoun Daya (auch: Guidan Moutoun Daya, Guidan Mutum Daya) ist ein Weiler in der Stadtgemeinde Matamèye in Niger.

## Geographie
Der Weiler liegt rund zehn Kilometer südöstlich des Stadtzentrums der Gemeinde Matamèye, die zum Departement Kantché in der Region Zinder gehört. Zu den Siedlungen in der näheren Umgebung von Gidan Moutoun Daya zählen Yaouri im Südosten, Doundou im Südwesten und Tsaouni im Westen.
Gidan Mouton Daya ist Teil der Übergangszone zwischen Sahel und Sudan. Die durchschnittliche jährliche Niederschlagsmenge beträgt hier zwischen 400 und 500 mm.

## Bevölkerung
Bei der Volkszählung 2012 hatte Gidan Moutoun Daya 580 Einwohner, die in 95 Haushalten lebten.

## Wirtschaft und Infrastruktur
Durch Gidan Moutoun Daya verläuft die 37,4 Kilometer lange Route 714 zwischen dem urbanen Zentrum von Matamèye und dem Dorf Kafin Baka. Sie wird auch als Landstraße RR7-001 bezeichnet und ist eine einfache Erdstraße. In Gidan Moutoun Daya zweigt die 53,24 Kilometer lange Route 743 nach Gada Garin Gjadi ab. Es handelt sich um eine wenig ausgebaute Landstraße.